# Ashley Williams (labdarúgó)
Ashley Errol Williams (Wolverhampton, 1984. augusztus 23. –) angol születésű walesi válogatott labdarúgó.

## Sikerei, díjai
- Swansea City
  - Angol ligakupa: 2012–13